# Gustave Adolphe Thuret
Gustave Adolphe Thuret (Paris, 23 de maio de 1817 — Nice, 10 de maio de 1875) foi um botânico francês.